# Therese Johaug
Therese Johaug, norveška smučarska tekačica, * 25. junij, 1988, Os, Hedmark, Norveška.
Johaugova je bila skupaj z Vibeke Skofterud, Kristin Størmer Steira in Marit Bjørgen olimpijska prvakinja v štafetnem teku na 4x5 km na Zimskih olimpijskih igrah 2010. V enaki postavi je Norveška štafeta osvojila tudi naslov svetovnih prvakinj na svetovnem prvenstvu v Oslu leta 2011.